# Condado de Logan (Oklahoma)
O Condado de Logan é um dos 77 condados do estado americano do Oklahoma. A sede do condado é Guthrie, que é também a sua maior cidade.
O condado tem uma área de 1940 km² (dos quais 12 km² estão cobertos por água), uma população de 33 924 habitantes, e uma densidade populacional de 18 hab/km² (segundo o censo nacional de 2000). O condado foi fundado em 1890 e recebeu o seu nome em homenagem a John Alexander Logan (1826-1886), general da Guerra Civil Americana e depois senador pelo estado do Illinois.

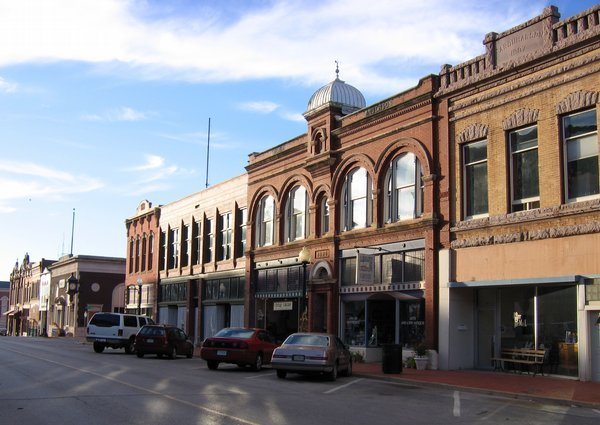
Rua do centro de Guthrie, sede do condado de Logan, Oklahoma.